# Evergreen (GENERATIONS from EXILE TRIBEの曲)
「Evergreen」（エヴァーグリーン）は、GENERATIONS from EXILE TRIBEの8枚目のシングル。2015年5月13日にrhythm zoneから発売。

## 概要
- 前作「Sing it Loud」から約4ヶ月ぶりのリリースで、2015年第2弾シングル。
- 「CD」、「CD＋DVD」「ワンコイン」、「ミュージックカード」の4形態で発売。

## メディアでの使用
- 「Evergreen」は、ブルボン「フェットチーネグミ コーラ味」CMソング

## 収録曲

### CD
1. Evergreen [4:31]
作詞：Amon Hayashi for Digz, Inc. Group、作曲：KENTZ・FAST LANE・CHRIS HOPE・J FAITH
2. Tell Me Why [3:42]
作詞：P.O.S.、作曲：SKY BEATZ・TOBIAS STENKJAER
3. Evergreen (Instrumental)
4. Tell Me Why (Instrumental)
【Special bonus track】
5. Sing it Loud (English Version) [4:27]
作詞：Amon Hayashi、作曲：ZETTON・SHIKATA・Chris Hope・J FAITH

### DVD
1. Evergreen (Music Video)